# Decagynia
Em botânica, decagynia  é uma ordem de plantas segundo o sistema de Linné.  Apresentam flores hermafroditas com dez pistilos.
Está circunscrita na classe Decandria.